# Lac Tshangalele
Le lac Tshangalele est un lac artificiel de la république démocratique du Congo. Il est situé près de Likasi dans la province du Katanga. Le lac est alimenté par la rivière Lufira, dont il est aussi le lac de retenue. Ses eaux alimentent la centrale électrique de Mwadingusha.
Le port d'attache du lac est Kapolowe. Les principales espèces de poissons capturées dans le lac sont le Tilapia, les Serranochromis et les Clarias.